# Nikki Ziegelmeyer
Nikki Ziegelmeyer, née le 24 septembre 1975, est une patineuse de vitesse sur piste courte américaine.
Elle est médaillée d'argent en relais sur 3 000 m aux Jeux olympiques d'hiver de 1992 à Albertville et médaillée de bronze de la même épreuve aux Jeux olympiques d'hiver de 1994 à Lillehammer. En 1997, au centre d'entraînement olympique de Lake Placid, elle se blesse gravement au dos, et passe près de la paralysie ; elle arrivera à remarcher huit semaines plus tard. Elle attaque en justice le Comité olympique américain mais ne gagnera pas le procès, sans succès.